# 宋簡
宋簡（1757年—1821年），字長文，號西樵，江蘇蘇州府元和縣人，清朝政治人物。學者宋翔鳳父親。

## 生平
宋簡來自蘇州長洲宋氏家族，為北宅支宋勤業曾孫。祖父宋有元為貢生，父宋經邦（字秉鈞，號蕉亭，1736-1798）為監生，母為山西永寧州知州陸灝女（1734-1795）。宋經邦有四子一女，宋簡為長子。
宋簡為元和庠生，乾隆五十一年（1786年）丙午科江南鄉試舉人，五十五年（1790年）庚戌恩科三甲第五名進士。分發雲南以知縣用，五十七年（1792年）充雲南鄉試同考官，選拔劉汝訥等人，五十八年（1793年）任麗江縣知縣。六十年（1795年）丁母憂，嘉慶三年（1798年）丁父憂。六年（1801年）服闋，八年（1803年）任貴州玉屏縣知縣，十年（1805年）署水城廳通判，十三年（1808年）充貴州鄉試同考官，選拔張廷鏡等人，十四年（1809年）任平遠州知州，十五年（1810年）再充貴州鄉試同考官，選拔宋延芳等人，二十四年（1819年）任山東高密縣知縣，署濰縣知縣，道光元年（1821年）八月卒於官。宋簡著有《說文龤聲》等書。

## 家庭
夫人為莊培因第三女；側室王氏。有一子宋翔鳳，還有五女：長女宋靜儀（字琴史）嫁吳江計厚洵，著有《綠窗吟草》；次女宋徽儀（字君徽），未嫁而亡，著有《宋徽儀遺詩》；三女宋婉儀嫁杭州徐知神（字景鄌）；四女宋慎儀嫁嘉慶十四年（1809年）己巳恩科進士繆玉銘；五女宋碩儀嫁秀水生員虞鉌。